# مقاطعة ستيفينز (كانساس)
مقاطعة ستيفينز (بالإنجليزية: Stevens County)‏ هي إحدى المقاطعات في ولاية كانساس، الولايات المتحدة الأمريكية.